# AKB1/48: Idol to Koishitara...
AKB1/48: Idol to Koishitara... (AKB1/48アイドルと恋したら・・・?, AKB1/48: Idol to Koishitara...) (in italiano): AKB1/48: Se ti innamori di una idol...) è un videogioco di appuntamenti sviluppato e pubblicato dalla Bandai Namco nel 2010 esclusivamente per il mercato giapponese. Il videogioco è stato pubblicato lo stesso giorno in versione regolare ed in edizione a tiratura limitata, a cui è aggiunto un UMD contenente contenuti extra.
Il videogioco utilizza come personaggi i quarantotto membri femminili del gruppo delle AKB48. A differenza del classico canovaccio dei simulatori di appuntamenti, il giocatore non deve fare innamorare di sé uno dei personaggi femminili presenti nel gioco, ma al contrario deve "respingere" le avances delle protagoniste di AKB1/48: Idol to Koishitara..., che sono tutte innamorate del personaggio controllato dal giocatore. Il gioco utilizza oltre diecimila fotografie dei membri delle AKB48, le loro voci ed oltre cento minuti di filmati.
Nel 2011 è stato pubblicato un secondo gioco della serie intitolato AKB1/48: Idol to Guam de Koishitara.